# 単廷珪
- 単 廷珪（ぜん ていけい）は、中国の小説「水滸伝」の登場人物。この項で説明。
- 単 廷珪（ぜん ていけい、生年不詳 - 911年？）は、10世紀初頭の中国の小国家桀燕の皇帝・劉守光に仕えた武将。「単無敵」と称されたが、李克用（後唐の武帝）麾下の名将・周徳威と戦って敗れ、捕らえられた（『旧五代史』唐書4荘宗紀天祐9年、唐書32周徳威伝など）。羅貫中の小説『残唐五代史演義』にも登場。

単 廷珪（ぜん ていけい、Shan TingGui）は、中国の小説で四大奇書の一つである『水滸伝』の登場人物。

## キャラクター概要
地奇星の生まれ変わりで、梁山泊第四十四位の好漢。渾名は聖水将（せいすいしょう）で、水攻めを得意としたことに由来（ただし、物語の中で実際にこの得意戦術で戦う場面はない）。
火攻めを得意とする神火将・魏定国と常にペアで行動する。魏定国の赤い鎧に対して、単廷珪は黒い鎧、黒柄の槍、黒馬に騎乗し、黒い装束の歩兵を率いた（五行思想においては、赤は火を、黒は水を表す）。また、関勝とは旧知の仲である。

## 物語中での活躍
元は凌州の団練使。梁山泊討伐に派遣された猛将・関勝らが梁山泊軍に投降し、さらに北京大名府まで陥落したとの報に朝廷は慌て、宰相の蔡京が推挙により魏定国と共に梁山泊討伐の勅命が下った。
緒戦において、関勝の副将宣贊・郝思文らを破ったが、関勝との一騎討ちで敗れ、投降する。魏定国の投降説得を命じられ、関勝の協力を得て成功し、共に梁山泊軍の頭領として迎えられた。直後の曾頭市攻め、および東昌府攻略に参戦。
108人勢揃いの際には小彪将兼斥候頭領十六員の第七位の将校となり、西の寨の守将となった。梁山泊軍が招安を受けて官軍になった後は、大遼征伐をはじめ、魏定国とともに各地で奮戦し活躍する。
方臘征伐においても活躍したが、歙州攻めにおいて城門が開放されているのを見て魏定国とともに突入し、落とし穴の罠に掛かって戦死した。